# Agrostis lucronensis
Agrostis lucronensis é uma espécie de gramínea do gênero Agrostis, pertencente à família Poaceae.